# Dobrodo
Dobrodo (Servisch cyrillisch Добродо) is een plaats in de Servische gemeente Užice. De plaats telt 275 inwoners (2002).